# Cykloheksen
Cykloheksen – organiczny związek chemiczny z grupy cykloalkenów.  Łatwopalna ciecz nierozpuszczalna w wodzie, rozpuszczalna w większości rozpuszczalników organicznych. Wytwarzany jest przemysłowo przez częściowe uwodornienie benzenu. Powstaje także w wyniku katalizowanej przez kwasy dehydratacji cykloheksanolu:

## Zastosowanie
Z cykloheksenu otrzymuje się cykloheksanon, substrat do produkcji kaprolaktamu (cykloheksen jest w pierwszym etapie hydratowany do cykloheksanolu, który następnie jest odwodorniany do cykloheksanonu). Wykorzystywany jest też do produkcji kwasu adypinowego, maleinowego i innych związków, a także jako rozpuszczalnik.